# بنيامين لينس
بنيامين لينس (بالألمانية: Benjamin Lense)‏ (30 نوفمبر 1978 بليش في ألمانيا - ) هو لاعب كرة قدم ألماني في مركز الدفاع. شارك مع فريق 2006 ‏ ومنتخب ألمانيا ب لكرة القدم ‏. أما مع النوادي، فقد لعب مع أرمينيا بيليفيلد ودارمشتات 98 ودينامو دريسدن ونادي بوخوم ونادي نورنبرغ وهانزا روستوك ونادي كوبلنتس.

## روابط خارجية
- بنيامين لينس على موقع قاعدة بيانات كرة القدم.إي يو (الإنجليزية)
- بنيامين لينس على موقع بيانات كرة القدم. دي إي (الألمانية)
- بنيامين لينس على موقع عالم كرة القدم.نت (الإنجليزية)